# Regionální centrála ČSOB v Hradci Králové
Regionální centrála ČSOB, zvaná též HHQ, je budova v Hradci Králové, na levém břehu Labe poblíž centra města, sloužící jako regionální administrativní centrála Československé obchodní banky (ČSOB). Výstavba probíhala mezi lety 2019 a 2021 dle projektu Adama Halíře (Projektil architekti) a Romana Brychty (Roman Brychta Architekti). Generálním dodavatelem stavby byla společnost Syner. Budova se inspiruje koncepcí Ústředí ČSOB v pražských Radlicích, působí zde přibližně 1000 zaměstnanců.
Budova se skládá z pěti nadzemních a dvou podzemních podlaží. V suterénu se nachází necelých tři sta parkovacích stání. Parter je koncipován jako veřejný, zahrnující obchodní prostory a volně přístupnou restauraci a kavárnu. Na vrcholu budovy se nalézá zelená střecha se zahradou. Vytápění a chlazení objektu je řešeno prostřednictvím tepelných čerpadel se systémem obsahující 107 zemních vrtů o hloubce 180–200 m.

## Ocenění
- LEED Platinum 2022 (New Construction)[4]
- Kanceláře roku – vítěz v kategorii Hybridní kanceláře 2021[2][chybí lepší zdroj]
- Nejlepší z realit – 1. místo v kategorii Administrativní centra 2022[2][chybí lepší zdroj]
- Nejlepší z realit – Environmentální projekt roku 2022[2][chybí lepší zdroj]